# Julian Curri
Julian Curri (Durazzo, 26 de abril de 1991) es un futbolista albanés. Juega de defensa y su equipo actual es el Teramo Calcio.

## Clubes
| Club               | País   | Año           |
| ------------------ | ------ | ------------- |
| ASD Sporting Terni | Italia | 2009−2010     |
| Teramo Calcio      | Italia | 2010−presente |